# Выдрица (Минская область)
Вы́дрица (бел. Вы́дрыца) — деревня в Крупском районе Минской области Беларуси, на реке Бобр. В составе Ухвальского сельсовета (до 2009 — в Выдрицкого сельсовета).

## География
В 21 км на юго-запад от города Крупки, в 122 км от Минска.

## История

### В древности
На расстоянии 1 км от деревни, в урочище Ляховка, находится курганный могильник — памятник археологии IX—XIII ст.

### В составе ВКЛ и Речи Посполитой
Из письменных источников известно с 1670 как село в Забобровской волости Борисовского староства, 17 дворов, казенная собственность.
В 1774 село принадлежало княжне Елене Огинской, было 16 дымов.

### В составе Российской империи
После Второго раздела Речи Посполитой (1793) в составе Российской империи.
В середине XIX — начале XX века село в составе Велятичской волости Борисовского уезда Минской губернии.
В 1800 22 двора, 280 жителей, мельница, производство сукна, в собственности виленского воеводы Радивила.
В 1861 была построена деревянная церковь. В 1866 действовала церковно-приходская школа, в которой в 1890 учился 41 мальчик и 4 девочки.
В 1885 42 двора, 478 жителей, церковный приход.
В 1897 63 двора, 679 жителей.
Во время революции 1905—1907 26 октября 1906 произошло крестьянское волнение, жители оказали сопротивление при попытке отобрать у них ружья.
В 1908 74 двора, 427 жителей.

### После 1917
В 1917 98 дворов, 601 житель, работала школа (в декабре 1920 было 109 учеников).
В феврале-ноябре 1918 в зоне немецкой оккупации. С 20 августа 1924 — центр Выдрицкого сельсовета. В 1924 было создано с/х товарищество взаимопомощи. В 1926 144 двора, 656 жителей, начальная школа (в которой в 1925 училось 57 учеников, работали 2 учителя). В 1929 создан колхоз «Трактор», который в январе 1932 насчитывал 45 хозяйств. С 20 февраля 1938 — в Минской области. В 1941 в деревне 114 дворов, 586 жителей. В ВОВ с 5.7.1941 оккупирована. В сентябре 1942 партизаны 128го, 227го отрядов и отряда им. Ворошилова разгромили в деревне немецкий гарнизон. При разгроме участвовали диверсионные группы Спрогиса и Колесовой (погибла, посмертно присвоено звание Герой Советского Союза). В июне 1944 деревня почти полностью была сожжена. Во время войны было уничтожено 35 мирных жителей. Освобождена 28.6.1944. На фронтах и в партизанской борьбе погиб 71 житель. В 1944 начал действовать фельдшерско-акушерский пункт, в 1946 — изба-читальня. В 1950 году сюда переселены жители деревень Гать, Молодилово. В 1959 было 595 жителей. В 1970 было 137 дворов, 526 жителей.
В 1998 было 102 хозяйства, 228 жителей, центр колхоза им. Кирова, работали средняя школа, клуб, библиотека, фельдшерско-акушерский пункт, отделение связи, магазин, лесничество С 2004 в составе «Крупский РайАгроСервис». С 30.12.2009 в составе Ухвальского сельсовета. В 2010 было 83 хозяйства, 148 жителей.

## Достопримечательность
В центре деревни находится братская могила 6 воинов и партизан, памятник на месте гибели Е. Ф. Колесовой, а также памятник почета 22 жителям, погибшим в годы Великой Отечественной войны.